# 1973-as magyar teniszbajnokság
Az 1973-as magyar teniszbajnokság a hetvennegyedik magyar bajnokság volt. A bajnokságot szeptember 10. és 17. között rendezték meg Budapesten, a Dózsa margitszigeti teniszstadionjában.

## Eredmények
| Versenyszám  | Arany                                              | Arany | Ezüst                                        | Ezüst | Bronz                                                                                    | Bronz |
| ------------ | -------------------------------------------------- | ----- | -------------------------------------------- | ----- | ---------------------------------------------------------------------------------------- | ----- |
| Férfi egyéni | Taróczy Balázs Vasas SC                            |       | Machán Róbert Bp. Honvéd                     |       | Szőke Péter VM Egyetértés                                                                |       |
| Női egyéni   | Szabó Éva Vasas SC                                 |       | Borka Katalin Újpesti Dózsa                  |       | Klein Beatrix Újpesti Dózsa                                                              |       |
| Férfi páros  | Taróczy Balázs, Machán Róbert Vasas SC, Bp. Honvéd |       | Szőke Péter, Szőcsik András VM Egyetértés    |       | Varga Géza, Benyik János Újpesti DózsaCsoknyai Bertalan, Balázs György Bp. Spartacus     |       |
| Női páros    | Borka Katalin, Klein Beatrix Újpesti Dózsa         |       | Szörényi Judit, Széll Erzsébet Bp. Spartacus |       | Szabó Éva, Fagyas Katalin Vasas SCGráczol Ágnes, Balogh Betty Bp. Honvéd                 |       |
| Vegyes páros | Machán Róbert, Szabó Éva Bp. Honvéd, Vasas SC      |       | Gulyás István, Borka Katalin Újpesti Dózsa   |       | Benyik János, Klein Beatrix Újpesti DózsaCsoknyai Bertalan, Széll Erzsébet Bp. Spartacus |       |